# Cofradía del Cristo de las Caídas
La Cofradía del Cristo de las Caídas es una cofradía de culto católico que tiene su sede canónica en la Iglesia de San Juan Bautista de la ciudad de San Cristóbal de La Laguna, en la isla de Tenerife, en la comunidad autónoma de Canarias (España).

## Historia
Cofradía fundada el 27 de septiembre de 1955 para venerar al Cristo de las Caídas el cual fue bendecido el 25 de julio de 1954 por el obispo Domingo Pérez Cáceres. 
Hasta comienzos de la década de los sesenta salió en procesión el Jueves Santo, pasando luego a la tarde del Domingo de Ramos. La Cofradía del Cristo de las Caídas fue la primera cofradía de un barrio en integrarse en la Semana Santa del casco antiguo de la ciudad, puesto que procede del barrio de San Juan.

## Titulares
- Santísimo Cristo de las Caídas: Representa una de las tres caídas de Cristo en su camino al Calvario, mientras carga la cruz ayudado por Simón de Cirene o El Cireneo. Se encuentran en la escena un centurión romano y un sayón. El conjunto escultórico fue realizado en 1953 en Barcelona.

## Salidas procesionales
- Domingo de Ramos: A las 18:30 horas, procesión del Santísimo Cristo de las Caídas.[2]

- Viernes Santo: A las 17:00 horas, Procesión Magna.[2]